# Awake (álbum de Godsmack)
| Críticas profissionais | Críticas profissionais |
| Avaliações da crítica  | Avaliações da crítica  |
| Fonte                  | Avaliação              |
| ---------------------- | ---------------------- |
| AllMusic               | [ 1 ]                  |
| Rolling Stone          | [ 2 ]                  |
| Q                      | 4 de 5 estrelas.       |
| Sputnikmusic           | [ 3 ]                  |

Awake é o segundo álbum de estúdio da banda de heavy metal Godsmack, lançado em 31 de outubro de 2000. O álbum contém a faixa "Goin' Down", que esteve presente pela primeira vez na primeira gravação em estúdio da banda, All Wound Up. Este foi o único álbum em que o baterista Tommy Stewart tocou.
Desde meados dos anos 2000, as faixas "Sick of Life" e "Awake" têm sido usados extensivamente para os comerciais "Accelerate Your Life", da Marinha dos Estados Unidos.

## Faixas
| N.º | Título         | Compositor(es)      | Duração |  |
| 1.  | "Sick of Life" | Sully               | 3:53    |  |
| 2.  | "Awake"        | Sully               | 5:04    |  |
| 3.  | "Greed"        | Sully               | 3:29    |  |
| 4.  | "Bad Magick"   | Sully               | 4:17    |  |
| 5.  | "Goin' Down"   | Sully, Tony, Robbie | 3:24    |  |
| 6.  | "Mistakes"     | Sully, Tony         | 5:58    |  |
| 7.  | "Trippin'"     | Sully, Tony         | 4:55    |  |
| 8.  | "Forgive Me"   | Sully               | 4:19    |  |
| 9.  | "Vampires"     | Sully, Robbie       | 3:45    |  |
| 10. | "The Journey"  | Sully, Tony         | 0:49    |  |
| 11. | "Spiral"       | Sully, Tony         | 5:34    |  |

### Faixas bônus do lançamento para o Japão
| N.º | Título       | Duração |  |
| 1.  | "Why"        | 3:15    |  |
| 2.  | "Sweet Leaf" | 4:55    |  |

## Posições nasparadas
Álbum - Billboard (América do Norte)
| Ano  | Parada              | Posição |
| ---- | ------------------- | ------- |
| 2000 | Billboard 200       | 5       |
| 2000 | Top Canadian Albums | 9       |

Singles - Billboard (América do Norte)
| Ano  | Single       | Parada                 | Posição |
| ---- | ------------ | ---------------------- | ------- |
| 2000 | "Awake"      | Mainstream Rock Tracks | 1       |
| 2000 | "Awake"      | Modern Rock Tracks     | 6       |
| 2001 | "Bad Magick" | Mainstream Rock Tracks | 12      |
| 2001 | "Bad Magick" | Modern Rock Tracks     | 28      |
| 2001 | "Greed"      | Mainstream Rock Tracks | 3       |
| 2001 | "Greed"      | Modern Rock Tracks     | 28      |

### Certificações
| País                  | Vendas     | Data da certificação | Certificação |
| --------------------- | ---------- | -------------------- | ------------ |
| Estados Unidos - RIAA | 2,000,000+ | 12 de maio, 2003     | 2× Platina   |

Awake foi ganhou Disco de Platina Duplo pela RIAA, o que significa que foram vendidas mais de 2.000.000 de cópias somente nos Estados Unidos, fazendo com que Awake tenha sido o segundo álbum da banda a receber disco de platina.

## Detalhes do lançamento
| País           | Data                | Gravadora               |
| -------------- | ------------------- | ----------------------- |
| Estados Unidos | 31 de outubro, 2000 | Uptown/Universal        |
| Japão          | 23 de março, 2001   | Universal International |